# Mellem træerne
|  | Denne artikel er oprettet af botten PalnaBot ud fra en ekstern database. Den kan derfor have sproglige fejl eller mangler. Denne skabelon kan fjernes efter kontrol af indholdet. |

Mellem træerne er en kortfilm fra 2008 instrueret af Mads Nygaard Hemmingsen efter manuskript af Mads Nygaard Hemmingsen, Melek Caglar.

## Handling
Agnethe er gravid og for langt henne til at få en abort. Som den sidste udvej opsøger hun sin far for at få hjælp.